# قطع رابطه (ترانه مایلی سایرس)
«قطع رابطه» (به انگلیسی: Breakout) ترانه‌ای از هنرمند اهل ایالات متحده آمریکا مایلی سایرس است. این ترانه در آلبوم قطع رابطه قرار دارد.